# Hallival
Hallival är ett berg i Storbritannien.   Det ligger i kommunen Highland och riksdelen Skottland, i den nordvästra delen av landet, 700 km nordväst om huvudstaden London. Toppen på Hallival är 812 meter över havet. Hallival ligger på ön Rùm.
Terrängen runt Hallival är kuperad västerut, men österut är den platt. Havet är nära Hallival åt sydost. Hallival är den högsta punkten i trakten. Trakten runt Hallival består i huvudsak av gräsmarker.